# مبروك (فلم 1937)
مبروك هو فيلم مصري أُنتج عام 1937. من إخراج فؤاد الجزايرلي.

## قصة الفيلم
كان لدى المعلم بحبح ابنٌ يعمل في البحرية اسمه أحمد. وعندما عاد استقبله بالأغاني والطبول البلدية. لكن أحمد لم يكن راضياً عن ذلك، فهو متأثر بالثقافة الأوروبية، ويريد أن تسير خطيبته حلاوة على نهج الحياة العصرية. يحاول والدا أحمد السير على نمط الحياة العصرية، لكنهما يظلاّ شعبيين في جوهرهما.

## الأغاني
ألّف أغاني الفيلم بديع خيري، ولحنها زكريا أحمد.

## روابط خارجية
- مقالات تستعمل روابط فنية بلا صلة مع ويكي بيانات
- مبروك على الدهليز
- مبروك على كاروهات